# 翁家さん治
翁家 さん治（おきなや さんじ、1882年（明治15年）12月22日 - 1958年（昭和33年）3月19日）は落語家/
音曲師。本名は橘万次郎。生前は日本芸術協会（現：落語芸術協会）所属。
前身は布団屋から素人義太夫（旦那芸）を経て大正の中頃（1919年の番付には既に名がある）に8代目桂文治の門下で翁家さん治を名乗る、1921年に東西落語会で真打昇進する。文治一門の色物として主に音曲をやっていた。
その後桂さん治と改めた時期もある、昭和極初期に4、5年間ほど日暮里界隈で寄席を経営していた時期もある。
戦後は色物として芸術協会所属した、1946年には立花家万治と改名。
妻は関東大震災後間もなく結婚した15歳年下の下座の橘つや。